# ريغان ويلسون
ريغان ويلسون (بالإنجليزية: Reagan Wilson)‏ هي ممثلة أمريكية، ولدت في 6 مارس 1947 في الولايات المتحدة.

## وصلات خارجية
- ريغان ويلسون على موقع IMDb (الإنجليزية)
- ريغان ويلسون على موقع قاعدة بيانات الفيلم (الإنجليزية)